# Meniscomorpha valerioi
Meniscomorpha valerioi là một loài tò vò trong họ Ichneumonidae.